# Кевин Фајги
Кевин Фајги (енгл. Kevin Feige; Бостон, 2. јун 1973) амерички је  филмски продуцент и председник Marvel Studiosа и примарни продуцент франшизе Марвеловог филмског универзума од 2007. Филмови које је продуцирао имају укупну зараду на благајнама широм света од преко 26,8 милијарди долара, што га чини најзаноснијим продуцентом свих времена, а Осветници: Крај игре је постао филм са највећом зарадом по објављивању.
Године 2018. номинован је за Оскара за најбољи филм за продукцију Црног пантера, првог филма о суперхероју који је номинован за најбољи филм и првог филма у Марвеловом филмском универзуму који је освојио Оскара. У октобру 2019. постао је главни креативни директор компаније Marvel Entertainment.